# Mammillaria roseoalba
Mammillaria roseoalba (укр. Мамілярія рожевобіла, мамілярія розеоальба) — сукулентна рослина з роду мамілярія (Mammillaria) родини кактусових (Cactaceae).

## Історія
Вид вперше описаний німецьким ботаніком Фрідріхом Бедекером (нім. Friedrich Bödeker, 1867—1937) у 1929 році у виданні нім. «Monatsschrift der Deutschen Kakteen-Gesellschaft».

## Етимологія
Видова назва походить від лат. roseoalbus — «рожевобілий».

## Ареал і екологія
Mammillaria roseoalba є ендемічною рослиною Мексики. Ареал розташований у штатах Тамауліпас, Сан-Луїс-Потосі, Нуево-Леон і Коауїла. Рослини зростають на висоті від 720 до 1800 метрів над рівнем моря у ксерофітних чагарниках.

## Морфологічний опис
| Орган              | Опис                                                                                               |
| Рослини            | поодинокі.                                                                                         |
| Коріння            | |
| Стебло             | здавлено-кулясте, до 6 см заввишки, в діаметрі 8-10 см.                                            |
| Епідерміс          | |
| Маміли             | чітко кутові, кілеподібні, з молочним соком.                                                       |
| Ареоли             | |
| Аксили             | покриті щільним пухом.                                                                             |
| Центральні колючки | немає.                                                                                             |
| Радіальні колючки  | 4-5, рідко 6, трохи зігнуті, нерівні, голкоподібні, білуваті з рожевою основою, до 8 мм завдовжки. |
| Квіти              | білуваті, до 30 мм завдовжки і в діаметрі.                                                         |
| Бутони             | |
| Зовнішні пелюстки  | |
| Внутрішні пелюстки | |
| Тичинки            | |
| Маточка            | |
| Плоди              | булавоподібні, червоні, до 15 мм завдовжки.                                                        |
| Насіння            | коричневе.                                                                                         |

## Чисельність, охоронний статус та заходи по збереженню
Mammillaria roseoalba входить до Червоного списку Міжнародного союзу охорони природи видів, даних про які недостатньо (DD).
Цей вид вказаний як «даних недостатньо», оскільки дуже мало відомо про таксон, є сумніви щодо точносты його діапазону поширення і про його таксономічну відмінність.
У Мексиці ця рослина занесена до Національного переліку видів, що перебувають під загрозою зникнення, де вона включена до категорії «підлягає особливій охороні».
Невідомо, чи зустрічається цей вид на будь-яких охоронюваних територіях чи ні.
Охороняється Конвенцією про міжнародну торгівлю видами дикої фауни і флори, що перебувають під загрозою зникнення (CITES).

## Використання та торгівля
Цей вид використовується як декоративний і збільшується його комерційне розповсюдження.

## Систематика
Ідентифікація цього ще маловідомого виду, часто неправильно визначається і залишається під питанням протягом декількох років. Деякі дослідники вважають цей таксон конспецифічним з Mammillaria heyderi. Альфред Бернхард Лау і Вернер Реппенхаген виявили рослини поблизу заявленого ареалу типу, що відповідають оригіналу. Прийнятий як окремий вид Едвардом Фредеріком Андерсоном  — членом Робочої групи Міжнародної організації з вивчення сукулентних рослин (IOS), колишнім її президентом у його фундаментальній монографії з родини кактусових «The Cactus Family».